# Hans Temple

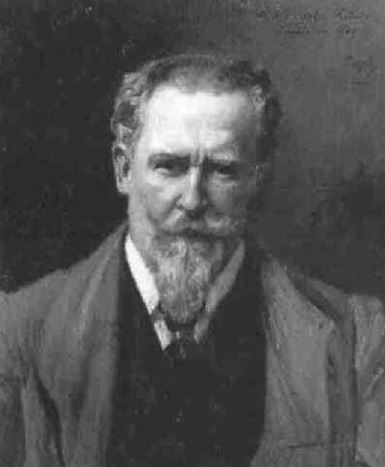
Selbstbildnis (1911)

Hans Temple (* 7. Juli 1857 in Littau; † 2. Dezember 1931 in Wien) war mährisch-österreichischer Genre- und Porträtmaler.

## Leben und Werk
Hans Temple studierte an der Wiener Akademie, seine Lehrer waren Hans Canon und Heinrich von Angeli, später ging er nach Paris, wo er für zwei Jahre in der Ausbildung von Mihály Munkácsy stand. Das Hauptgebiet des Malers waren Bildnisse zeitgenössischer bekannter Künstler in der Umgebung ihres Ateliers. So malte er u. a. den Bildhauer Viktor Tilgner bei der Arbeit am Mozartdenkmal (Wiener Burggarten) sowie seinen Lehrer Munkácsy in seinem Atelier bei der Arbeit an dessen Gemälde „Christus vor Pilatus“ (in Privatbesitz).

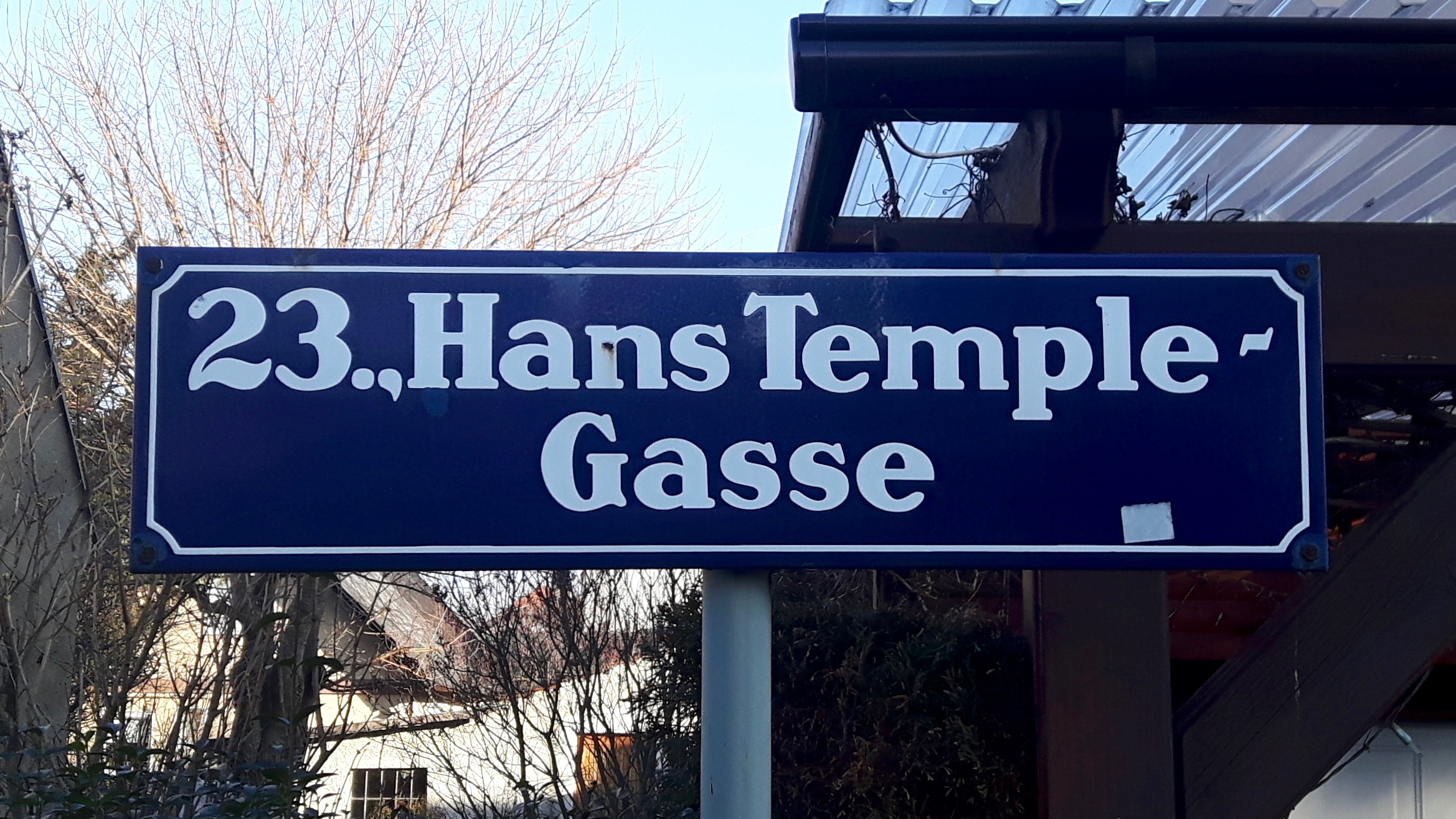
Straßenschild Hans-Temple-Gasse in Wien

Temple erhielt auch offizielle Aufträge des Wiener Hofes, wie das Gemälde „Gratulation der k.u.k. Armee an Kaiser Franz Joseph I. zum 85. Geburtstag durch Erzherzog Friedrich“. Auch dem Gemälde „Gottesdienst im Kriegsspital im Wiener Künstlerhaus“ dürfte ein offizieller Auftrag des Kaiserhauses vorausgegangen sein. 1896 erhielt er auf der Internationalen Kunstausstellung in Berlin eine kleine Goldmedaille. 1898 malte Temple im Auftrag der Herzogin Alexandrine von Sachsen-Coburg-Gotha eine figurenreiche Darstellung der Hochzeitsfeierlichkeiten bei der Vermählung des Herzogs Ernst II. mit Herzogin Alexandrine in der Schlosskapelle zu Karlsruhe am 3. Mai 1842, die 34 Porträtfiguren enthält. Das hauptsächliche Wirken von Hans Temple fand in Wien statt, wo er am 3. Dezember 1931 starb.

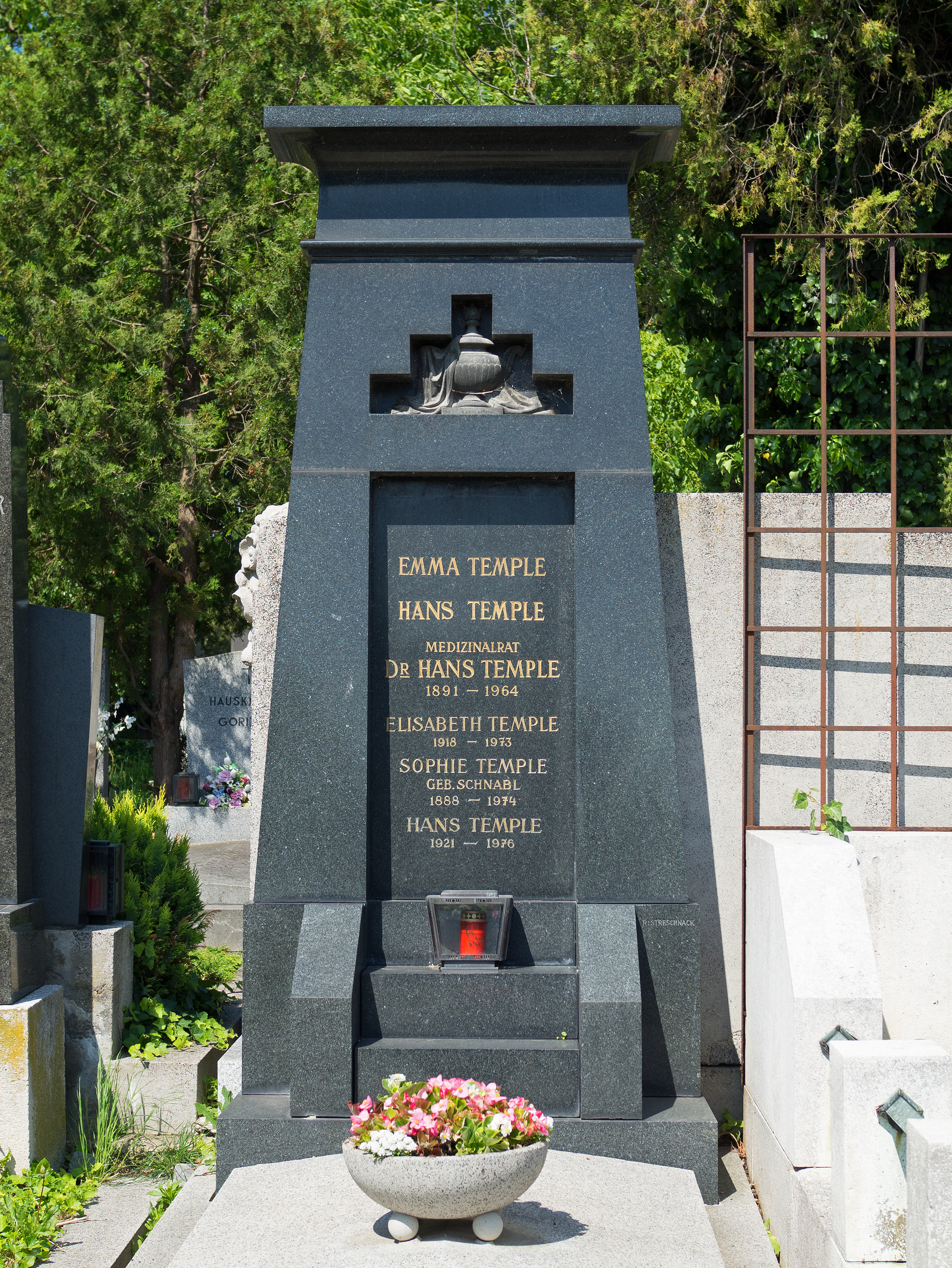
Temple Grabstein in Wien

Sein Grab ist in der evangelischen Abteilung des Wiener Zentralfriedhofs. Im Jahr 1959 wurde in Wien-Liesing (23. Bezirk) die Hans-Temple-Gasse nach ihm benannt.

## Gemälde (Auszug)
- Gottesdienst im Kriegsspital im Wiener Künstlerhaus. Öl auf Leinwand, 1915. Heeresgeschichtliches Museum, Wien
- Gratulation der k.u.k.-Armee an Kaiser Franz Joseph zum 85. Geburtstag. Öl auf Leinwand, 1915. Heeresgeschichtliches Museum, Wien
- Liegender Frauenakt. Öl auf Leinwand, 39 × 50 cm, Privatbesitz
- Der Liebesbrief, um 1900, Öl auf Holz, 38,5 ×,24,5 cm, Museumsstiftung Post und Telekommunikation
- Porträt Mihály von Munkácsy, Öl auf Holz, 53 × 65 cm, Munkácsy Mihály Múzeum, Békéscsaba
- Porträt Alajos Strobl, um 1880, Öl auf Leinwand, 111 × 141 cm, Ungarische Nationalgalerie, Budapest
- Porträt Károly Pulszky, 1884, Öl auf Leinwand, Ungarische Nationalgalerie
- Porträt Louise Wagner, 2. Ehefrau von Otto Wagner; 1888
- Porträt Anton von Harpke, Mitorganisator der Jubiläumsausstellung 1898; 1898

Gottesdienst im Kriegsspital, 1915
Gratulation der k.u.k. Armee an Kaiser Franz Joseph zum 85. Geburtstag, 1915
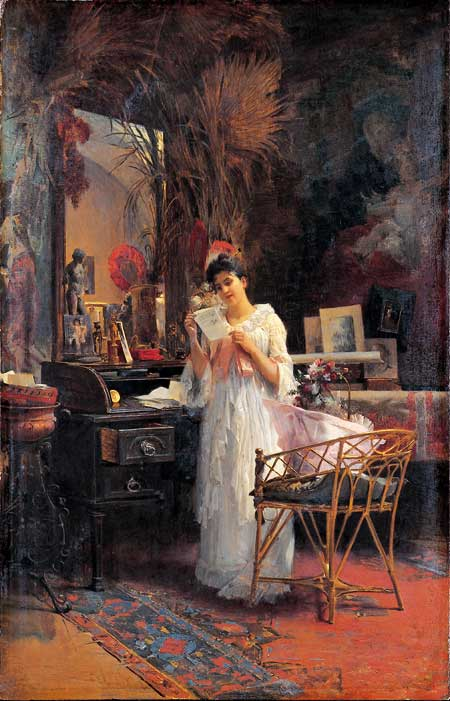
Der Liebesbrief, um 1900
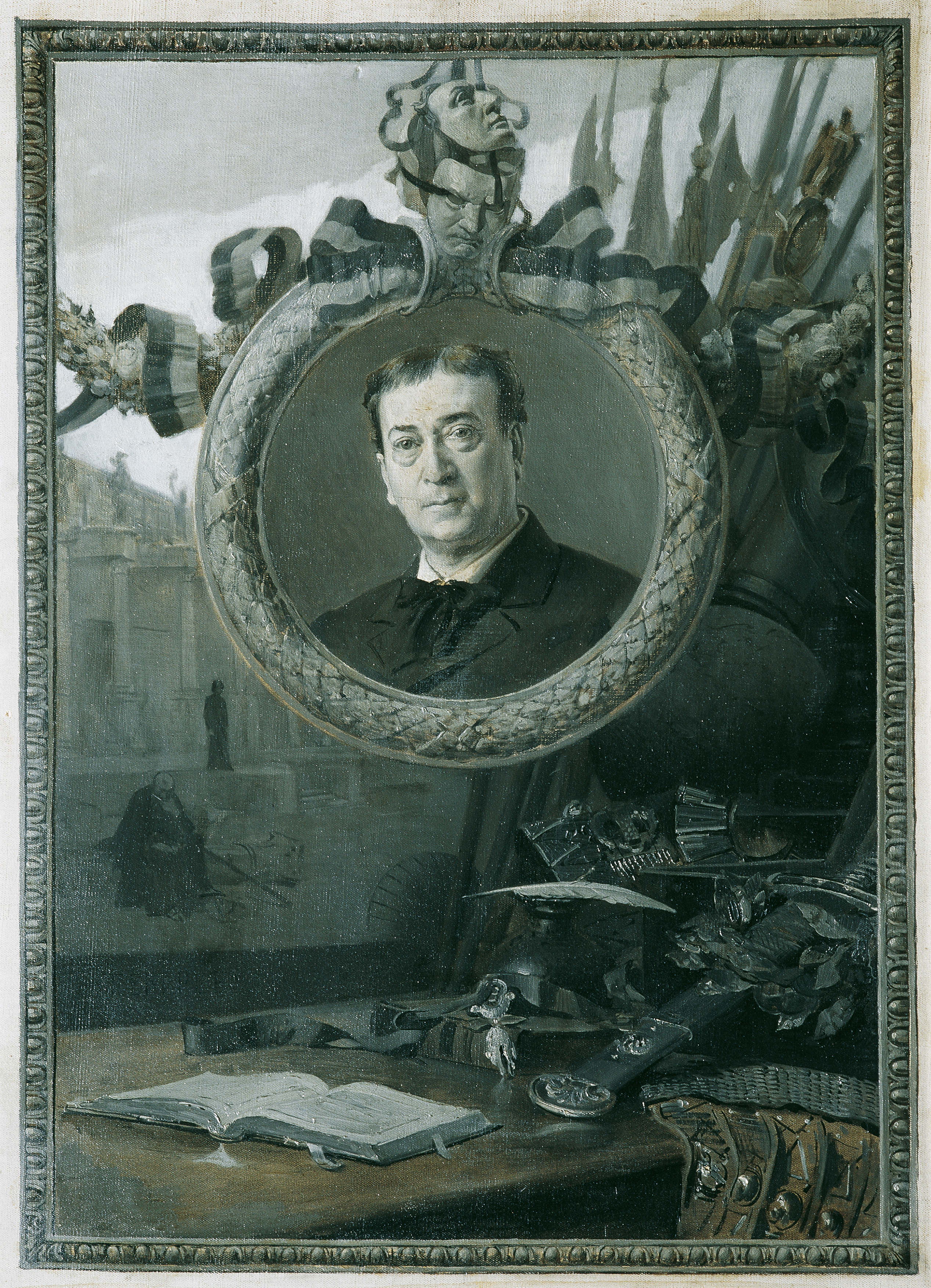
Der Schauspieler Adolf von Sonnenthal, 1895
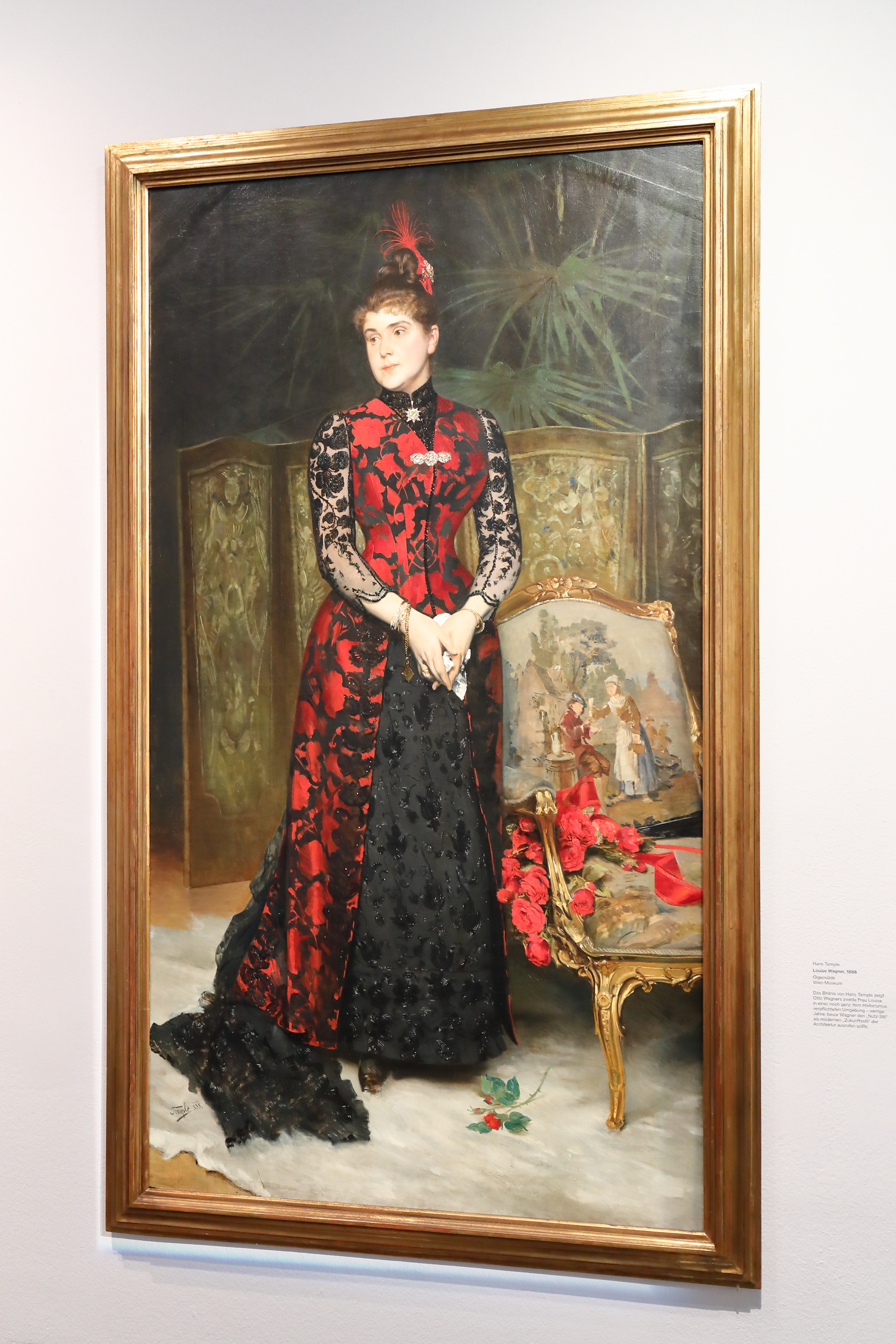
Porträt Louise Wagner, 1888
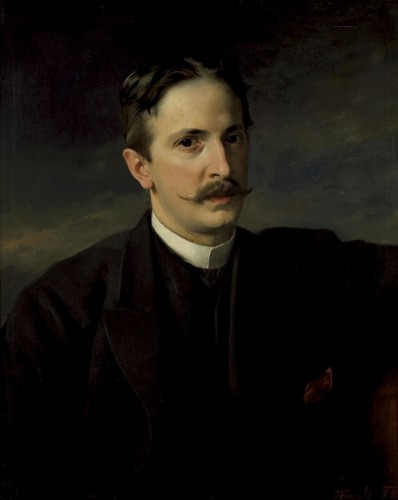
Porträt Károly Pulszky, 1884
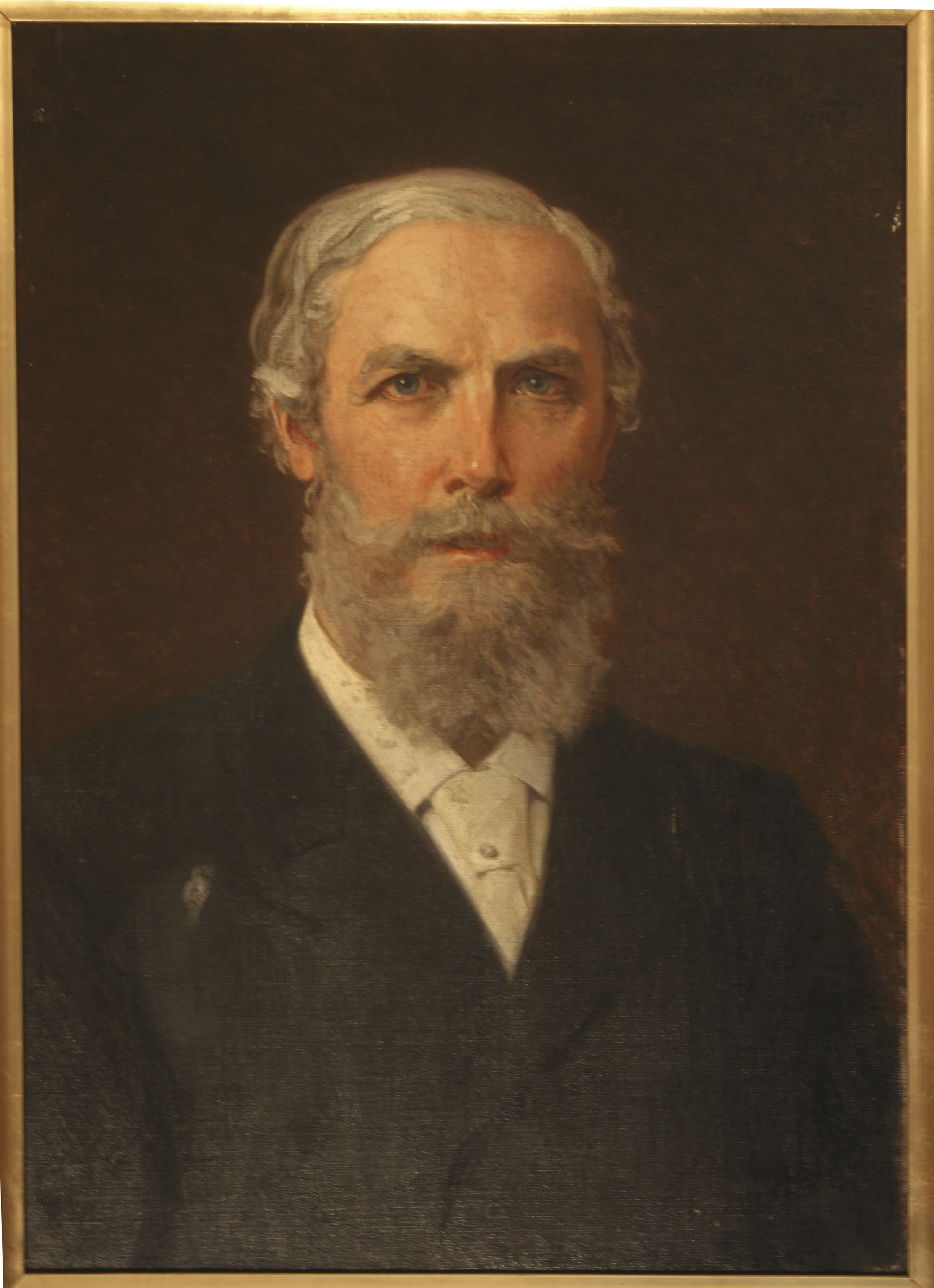
Portrait Anton von Harpke, 1898